# Allium trifoliatum
Allium trifoliatum là một loài thực vật có hoa trong họ Amaryllidaceae. Loài này được Cirillo mô tả khoa học đầu tiên năm 1792.
Allium trifoliatum là loài bản địa ở Pháp, Đảo Síp, Malta, một số vùng ở Ý, Hy Lạp, Ai Cập, Thổ Nhĩ Kỳ, Liban, Palestine và Israel. Đây là loài sống lâu năm, cao tới 30 cm. Hoa của cây có hình tán chặt chẽ, với cuống nhỏ ngắn. Cánh đài chủ yếu có màu trắng, thi thoảng có màu hồng.

## Hình ảnh

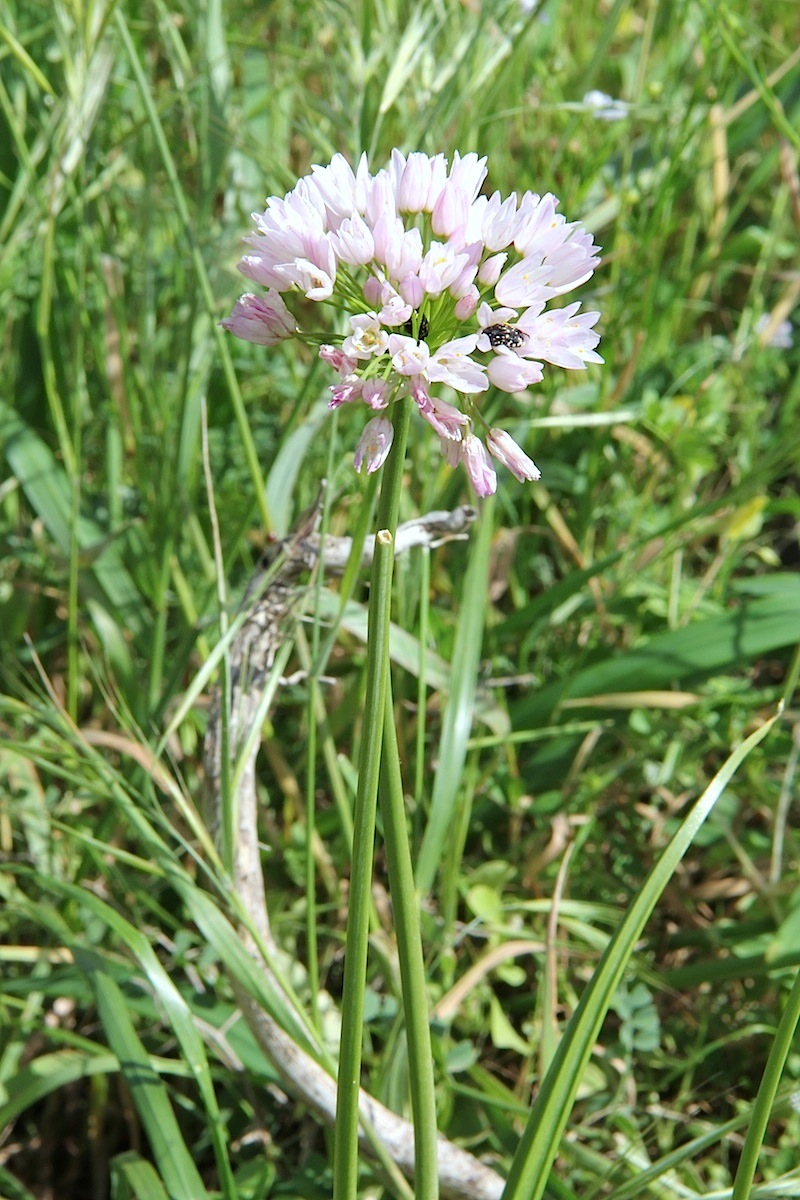
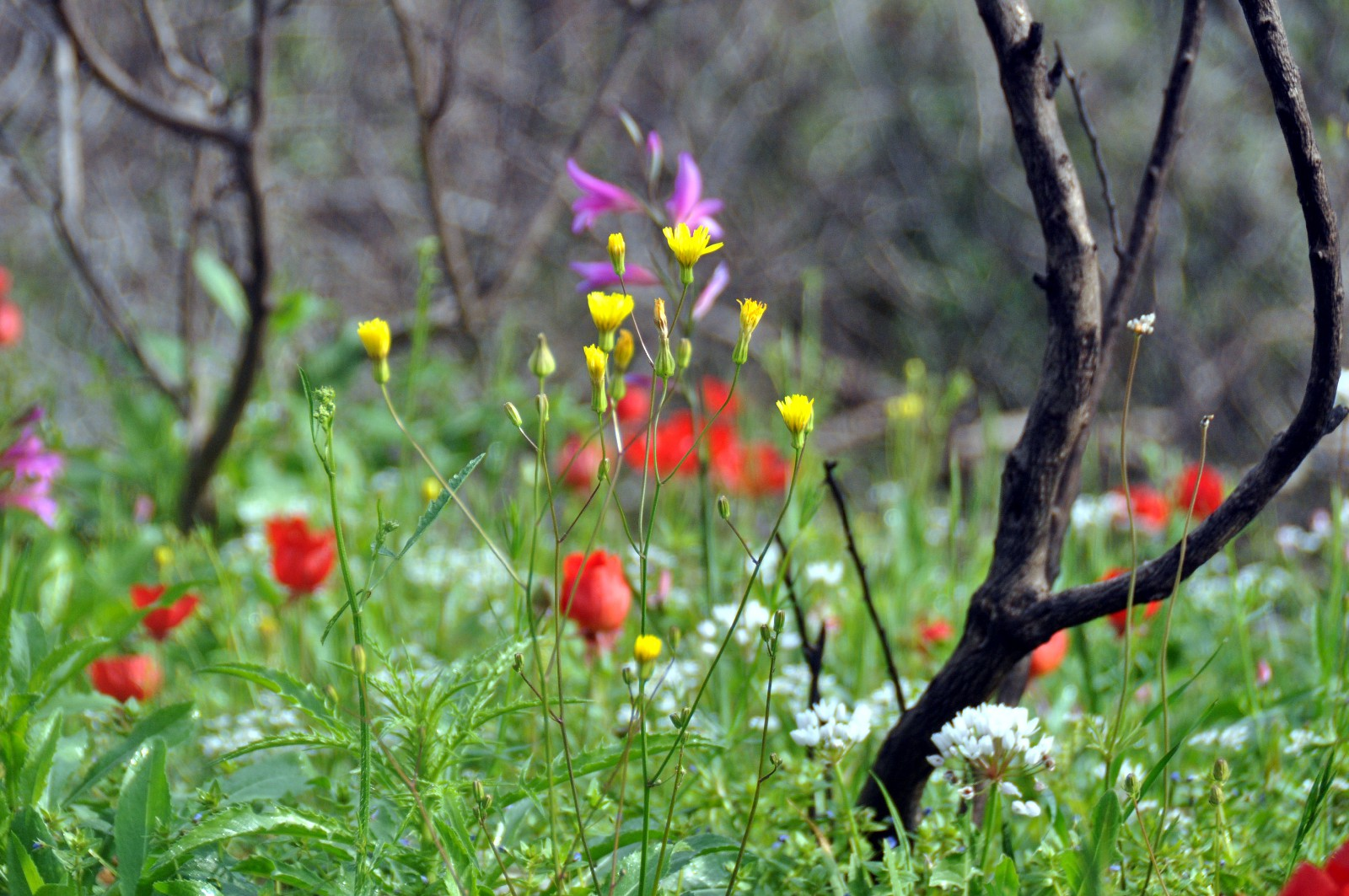